# Rogério de Faria
Rogério de Faria (Goa, 14 de Outubro de 1770 — Bombaim, 15 de Março de 1848) foi um empresário português.

## Biografia
Homem de negócios Goês católico, da família do Abade Faria, pioneiro no comércio de ópio na China, muito antes de os Britânicos pensarem em fazer aproveitamento deste ramo de comércio. Residente em Bombaim, onde foi Cônsul do Brasil, tinha negócios em Bengala, Bombaim e Macau. Foi o grande apoiante do prefeito Bernardo Peres da Silva, nomeado governador de Goa pelo governo liberal de D. Pedro IV de Portugal, mas rejeitado pelos militares estacionados em Goa.